# Башичи (Гацко)
Башичи (серб. Башићи / Bašići) — село в общине Гацко Республики Сербской Боснии и Герцеговины. Население составляет 25 человек по переписи 2013 года.